# Pâraie
Pâraie – wieś w Rumunii, w okręgu Suczawa, w gminie Mălini. W 2011 roku liczyła 1604 mieszkańców. 